# Mike Rianda

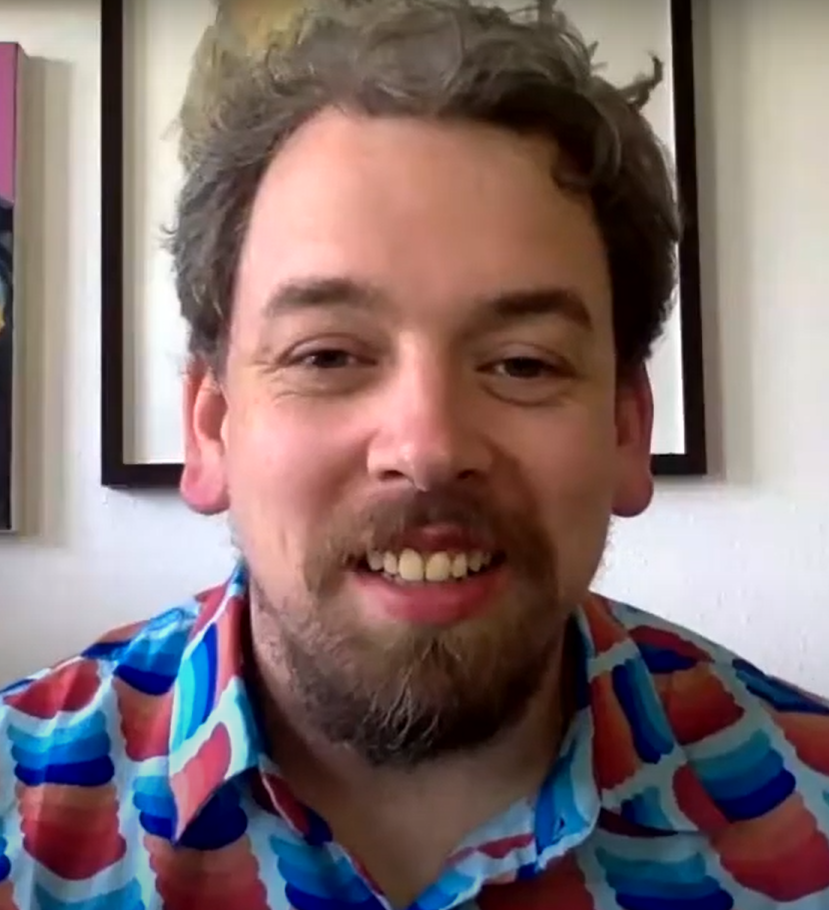
Mike Rianda, 2021

Michael Rianda (* 25. Dezember 1984 in Salinas, Kalifornien) ist ein US-amerikanischer Filmregisseur, Drehbuchautor und Synchronsprecher.

## Leben
Michael Rianda studierte von 2007 bis 2010 Character animation am California Institute of the Arts (CalArts), nachdem er bereits in jungen Jahren Cartoons malte, um seine Mitschüler zu amüsieren. Er drehte unter anderem die Kurzfilm Everybody Dies in 90 Seconds und Work. Nach dem Studium arbeitete er unter anderem bei Pixar und JibJab. Außerdem unterrichtete er am CalArts.
Für Disney Television Animation arbeitete er als Drehbuchautor und Kreativdirektor an der Fernsehserie Willkommen in Gravity Falls.
2021 drehte er den Animationsfilm Die Mitchells gegen die Maschinen. Für diesen erhielt er zahlreiche Preise. Außerdem wurde der Film bei der Oscarverleihung 2022 in der Kategorie Bester animierter Spielfilm nominiert, verlor aber gegen Encanto.

## Filmografie

### Regie
- 2008: Everybody Dies in 90 Seconds
- 2010: Work
- 2021: Die Mitchells gegen die Maschinen (The Mitchells vs the Machines) (Auch Drehbuch)

### Drehbuchautor
- 2012–2015: Willkommen in Gravity Falls (Gravity Falls)
- 2021: Dog Cop 7: The Final Chapter

### Synchronisation
- 2023: Spider-Man: Across the Spider-Verse